# قشلاق مقدم شابندة
قشلاق مقدم‌ شابندة هي قرية في مقاطعة خدا أفرين، إيران. عدد سكان هذه القرية هو 285 في سنة 2006.